# Zvonimir Đurkinjak
Zvonimir Đurkinjak (* 2. Juni 1988 in Zagreb) ist ein Badmintonspieler aus Kroatien.

## Sportliche Karriere
Zvonimir Đurkinjak gewann 2004 sowohl den Juniorentitel als auch den Erwachsenentitel im Herrendoppel in seiner Heimat Kroatien. Der für Zagreb startende Jurčić siegte 2007 bei den Slovak International sowie 2009 und 2010 bei den Croatian International.

## Erfolge
| Saison | Veranstaltung                          | Disziplin    | Platz | Name                                   |
| ------ | -------------------------------------- | ------------ | ----- | -------------------------------------- |
| 2004   | Kroatien: Juniorenmeisterschaften      | Herrendoppel | 1     | Zvonimir Đurkinjak / Luka Zdenjak      |
| 2004   | Kroatien: Einzelmeisterschaften        | Herrendoppel | 1     | Zvonimir Đurkinjak / Luka Zdenjak      |
| 2005   | Kroatien: Juniorenmeisterschaften      | Herreneinzel | 1     | Zvonimir Đurkinjak                     |
| 2005   | Kroatien: Juniorenmeisterschaften      | Herrendoppel | 1     | Zvonimir Đurkinjak / Luka Zdenjak      |
| 2005   | Kroatien: Einzelmeisterschaften        | Mixed        | 1     | Zvonimir Đurkinjak / Andrea Žvorc      |
| 2006   | Kroatien: Einzelmeisterschaften        | Herrendoppel | 1     | Zvonimir Đurkinjak / Luka Zdenjak      |
| 2006   | Kroatien: Einzelmeisterschaften        | Mixed        | 1     | Zvonimir Đurkinjak / Staša Poznanović  |
| 2007   | Slovak International                   | Herrendoppel | 1     | Zvonimir Đurkinjak / Jakub Bitman      |
| 2007   | Kroatien: Einzelmeisterschaften        | Mixed        | 1     | Zvonimir Đurkinjak / Staša Poznanović  |
| 2007   | Kroatien: Einzelmeisterschaften        | Herrendoppel | 1     | Zvonimir Đurkinjak / Luka Zdenjak      |
| 2007   | Kroatien: Einzelmeisterschaften        | Herreneinzel | 1     | Zvonimir Đurkinjak                     |
| 2008   | Kroatien: Einzelmeisterschaften        | Herrendoppel | 1     | Zvonimir Đurkinjak / Luka Zdenjak      |
| 2008   | Kroatien: Einzelmeisterschaften        | Mixed        | 1     | Zvonimir Đurkinjak / Staša Poznanović  |
| 2009   | Croatian International                 | Mixed        | 1     | Zvonimir Đurkinjak / Staša Poznanović  |
| 2009   | Kroatien: Einzelmeisterschaften        | Herreneinzel | 1     | Zvonimir Đurkinjak                     |
| 2009   | Türkei: Internationale Meisterschaften | Herrendoppel | 2     | Zvonimir Đurkinjak / Zvonimir Hölbling |
| 2009   | Türkei: Internationale Meisterschaften | Mixed        | 3     | Zvonimir Đurkinjak / Stasa Poznanovic  |
| 2010   | Kroatien: Einzelmeisterschaften        | Herreneinzel | 1     | Zvonimir Đurkinjak                     |
| 2010   | Kroatien: Einzelmeisterschaften        | Mixed        | 1     | Zvonimir Đurkinjak / Staša Poznanović  |
| 2010   | Croatian International                 | Mixed        | 1     | Zvonimir Đurkinjak / Staša Poznanović  |
| 2010   | Slovenian International                | Herrendoppel | 2     | Zvonimir Đurkinjak / Zvonimir Hölbling |
| 2010   | Slovenian International                | Mixed        | 2     | Zvonimir Đurkinjak / Staša Poznanović  |
| 2012   | Portugal International                 | Herrendoppel | 1     | Zvonimir Đurkinjak / Nikolaj Overgaard |
| 2012   | Portugal International                 | Mixed        | 2     | Zvonimir Đurkinjak / Staša Poznanović  |
| 2012   | Slovenian International                | Herrendoppel | 1     | Zvonimir Đurkinjak / Zvonimir Hölbling |
| 2012   | Slovenian International                | Mixed        | 1     | Zvonimir Đurkinjak / Staša Poznanović  |
| 2012   | Kroatien: Einzelmeisterschaften        | Herreneinzel | 1     | Zvonimir Đurkinjak                     |
| 2012   | Kroatien: Einzelmeisterschaften        | Mixed        | 1     | Zvonimir Đurkinjak / Staša Poznanović  |
| 2013   | Mittelmeerspiele 2013                  | Herrendoppel | 1     | Zvonimir Đurkinjak / Zvonimir Hölbling |
| 2014   | Slovenia International                 | Herrendoppel | 1     | Zvonimir Đurkinjak / Zvonimir Hölbling |
| 2015   | Hungarian International                | Herrendoppel | 1     | Zvonimir Đurkinjak / Kasper Dinesen    |
| 2015   | Slovenia International                 | Herrendoppel | 1     | Zvonimir Đurkinjak / Zvonimir Hölbling |